# Нікітенко Володимир Олександрович
Володимир Олександрович Нікітенко (нар. 26 липня 1977; Ровеньки, Луганська область) — дитячий письменник, сценарист, продюсер і засновник студії анімації «Good Deeds Animation».

## Біографія
Народився 26 липня 1977 року в місті Ровеньки Луганської області. За освітою — філолог.
У 2012-ому заснував студію анімації «Good Deeds Animation», що виготовляє серіали та повнометражні мультфільми.
Пише дитячі книжки з прицілом на майбутню екранізацію.

## Адаптації
На основі книжки «210 добрих справ» студія «Good Deeds Animation» створила 12-серійний анімаційний серіал Двісті десять добрих справ.

## Фільмографія
Анімаціійний серіал «210 Добрих Справ» (2021 р.), 12 серій, 80 хв. – продюсер;
Анімаційний фільм "Причинна" (англ. Prychynna. The Story of Love), 21 хв. (2017) - продюсер;
Анімаційна короткометражка «Хуха-Моховинка» (2022 р.), 6 хв. – продюсер;
Польський документальний фільм «W Ukrainie» (2023 р.), 83 хв., режисерів Tomasz Wolski, Piotr Pawlus, W Ukrainie (2023) - місцевий продюсер;
Американський документальний фільм «Viktor» (2024 р.), 89 хв., режисер Olivier Sarbil, продюсер – Даррен Аранофски - місцевий продюсер;
Українсько-канадський документальний фільм «Intercepted» («Мирні Люди»), (2024 р.), 95 хв. - місцевий продюсер
Українсько-британський документальний фільм «Сімейний альбом», (2023 р.), 97 хв. - місцевий продюсер;
Документальний фільм "Куба та Аляска" (2025), - місцевий продюсер